# Funny van Dannen

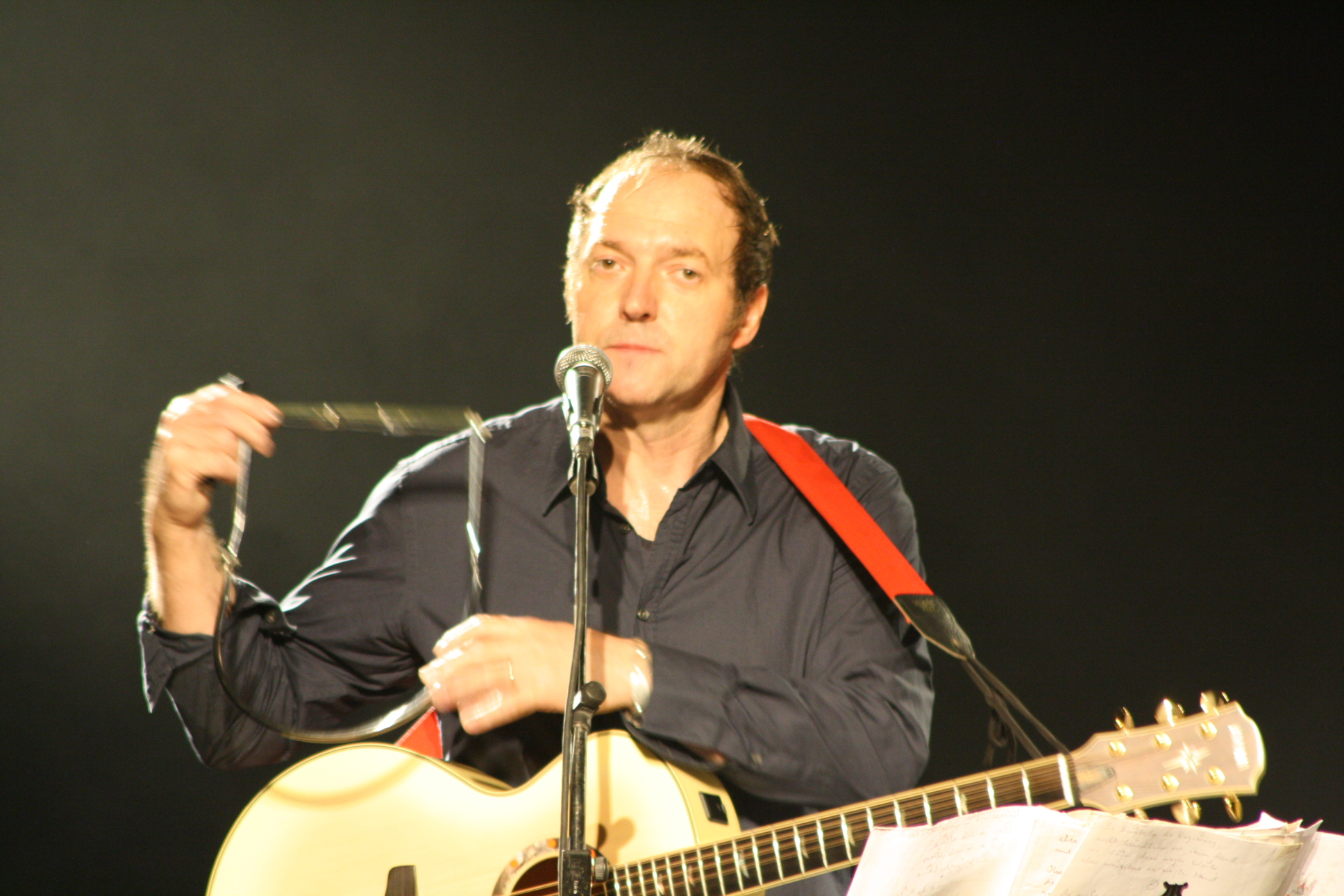
Funny van Dannen im Schlachthof Wiesbaden (2010)

Funny van Dannen (eigentlich Franz-Josef Hagmanns-Dajka; * 10. März 1958 in Tüddern, Gemeinde Selfkant) ist ein deutscher Liedermacher, Schriftsteller und Maler.

## Leben

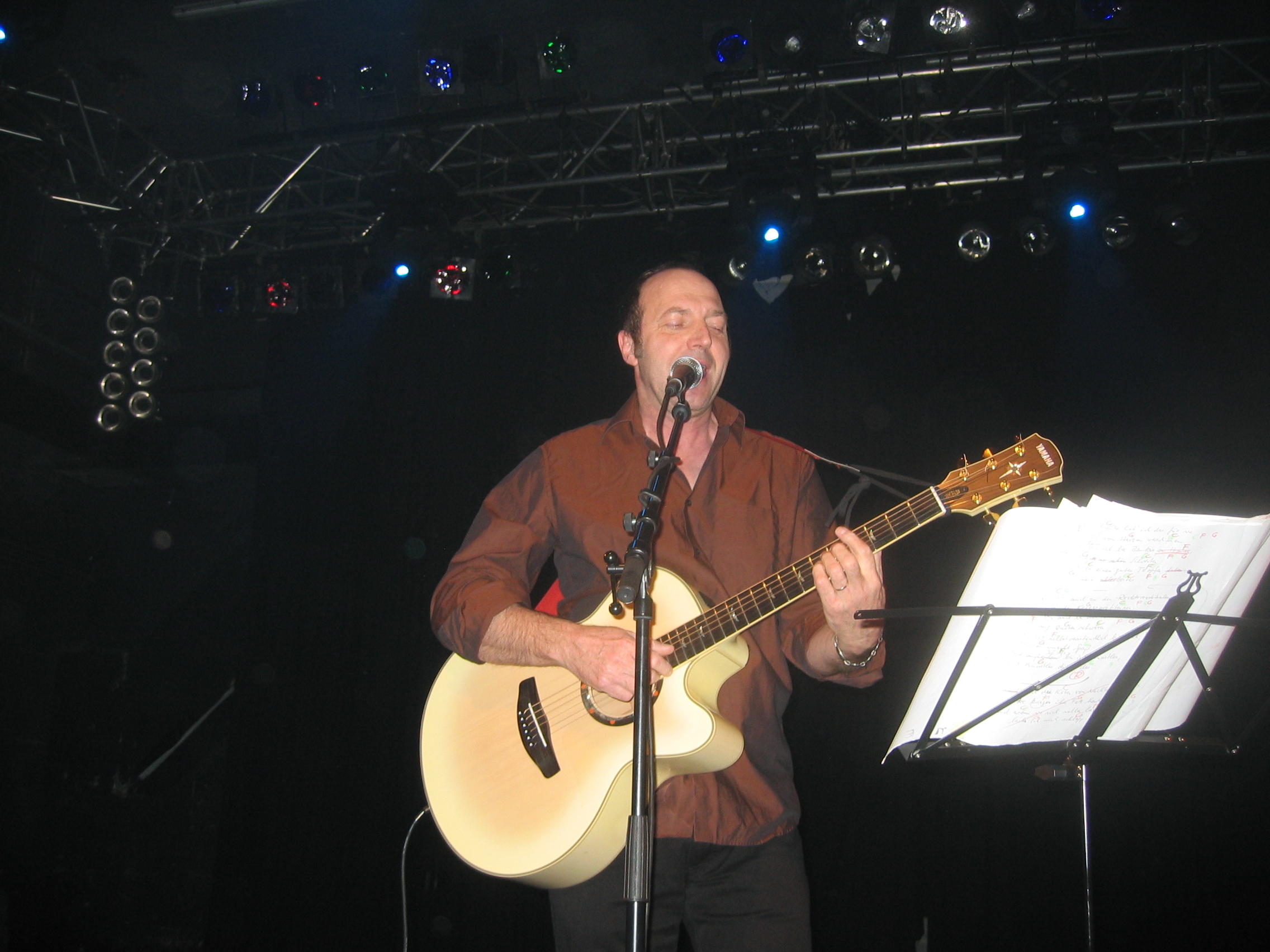
Funny van Dannen (2009)

Funny van Dannen wurde als Sohn einer Niederländerin und eines Deutschen im Ortsteil Tüddern in Selfkant geboren, der ab 1949 bis zum Rückkauf 1963 durch die Bundesrepublik Deutschland unter niederländischer Auftragsverwaltung stand. Seine Muttersprache ist der Limburger Dialekt. Er lernte Grafikdesign, übte diesen Beruf jedoch nie aus. Als Jugendlicher sammelte er erste musikalische Erfahrungen mit Liedern zur Gitarre in Limburger Dialekt und als Heino-Parodist zum Karneval.
Als Fußball-Jugendspieler wurde er von Fortuna Sittard zu einem Probetraining eingeladen. Der Wechsel scheiterte, da der damalige Zweitligist nicht die Ablösesumme von 11.000 DM zahlen wollte, und er hörte mit dem Fußballspielen auf.
Van Dannen brach die Schule drei Monate vor dem Abitur ab und zog 1978 nach Berlin. Dort spielte er bei diversen Punk- und Jazz-Bands und stellte ab 1980 mit der Absicht, Kunstmaler zu werden, eigene Bilder aus. Zeitweise arbeitete er im Klinikum Steglitz, heute Teil der Charité, als Kunstbeauftragter. 1984 betrieb er zusammen mit seiner Frau für zwei Jahre das Discount / Kaufhaus für Kunst. Seit 1987 tritt er mit selbstverfassten Texten und mit deutschen Liedern zur Gitarre auf. 1988 war er neben Christiane Rösinger und Almut Klotz Mitbegründer der Lassie Singers, verließ die Band aber nach wenigen Monaten. In den folgenden Jahren finanzierte er sich durch Lesungen seiner Geschichten in Kneipen, bis 1991 in Zusammenarbeit mit Erich Maas das Buch Spurt ins Glück in kleiner Auflage erschien. 2005 erreichte sein Buch Neues von Gott Platz 12 der Spiegel-Bestsellerliste.
Funnys erste CD Clubsongs erschien 1995 bei Trikont und wurde live in Hamburg im Café Treibeis und dem Golden Pudel Club aufgenommen. Der Betreiber Rocko Schamoni stellte einen Kontakt zu Campino her; seit 1999 arbeitet van Dannen regelmäßig mit dessen Band Die Toten Hosen zusammen. Seit 2007 erscheinen seine Alben bei JKP. Eine breite Anerkennung seiner Leistungen als Maler blieb bisher aus.
Van Dannen ist verheiratet und hat vier Söhne.

## Werk
Van Dannens Texte sind von Chuzpe, Ironie und Satire geprägt. Daneben gibt es verschiedene Liebeslieder. Ein häufiges Motiv bei ihm ist die Personifikation von Tieren und Gegenständen. Die meisten seiner Platten sind Livemitschnitte. Musikalisch gestaltet er seine Lieder einfach mit akustischer Gitarre und manchmal mit der Mundharmonika. Teile seines Werks sind dem Chanson zuzuordnen. Auf den Studioalben Herzscheiße und Nebelmaschine wurde er musikalisch von der No-Goods-Band um Peter Pichler unterstützt. Auf dem Album Saharasand wirkte Vincent Sorg als Produzent und Musiker mit.
1991 erschienen auf dem Debütalbum der Lassie Singers seine Lieder Falsche Gedanken und Jeder ist in seiner eigenen Welt. 1996 coverte die Band Das Regenlied.
Teilweise erfolgreicher als seine eigenen Veröffentlichungen waren die Interpretationen anderer Musiker. Dackelblut veröffentlichte 1995 Nimm deine traurigen Lieder auf dem Album Schützen und Fördern. Udo Lindenberg coverte 1996 auf dem Album Und ewig rauscht die Linde die Lieder Nana Mouskouri und Gutes tun. Die Schröders machten 1997 auf ihrem Album Gilp das Lied Saufen einem breiten Publikum bekannt. Rantanplan spielten 1998 für das Album Köpfer eine Version des Liedes Unbekanntes Pferd ein.
Seit 1999 ist van Dannen an verschiedenen Liedern auf den Alben Unsterblich, Auswärtsspiel, Reich & sexy II, Zurück zum Glück und Nur zu Besuch von Die Toten Hosen beteiligt, darunter die Chartsingles Bayern (DE #8), Schön sein (DE #9) und Walkampf (DE #24).
2000 interpretierten Queen Bee Freundinnen und Homebanking. Japanische Kampfhörspiele coverten 2005 Menschenverachtende Untergrundmusik für das Album Deutschland von vorne. 2005 verwendete Doris Metz den Titel Als Willy Brandt Bundeskanzler war für ihren Dokumentarfilm Schattenväter mit Pierre Boom und Matthias Brandt. Wiglaf Droste nahm einige Titel van Dannens mit ihm auf, zudem Nana Mouskouri und Unbekanntes Pferd zusammen mit dem Spardosen-Terzett. Franz Wittenbrink verwendete einige Lieder für das Theaterprojekt Mütter. 2006 coverte Fitzoblong auf dem Album Im Club der Melancholie einige Lieder. 2007 schrieb van Dannen die Lieder Staub und Nachtigall für das Album 20359 der Band Rantanplan. 2024 veröffentlichte die Liedermacherin Sarah Lesch auf ihrem Album Gute Nachrichten eine Version des Stückes Kapitalismus.

## Veröffentlichungen

### CDs
- 1995: Clubsongs
- 1996: Basics
- 1997: Info3
- 1999: Uruguay
- 2000: Melody Star
- 2002: Groooveman
- 2003: Herzscheiße
- 2005: Nebelmaschine
- 2005: Neues von Gott (Hörbuch)
- 2005: Authentic Trip
- 2007: Zurück im Paradies (Hörbuch)
- 2007: Trotzdem Danke
- 2009: Saharasand
- 2010: Meine vielleicht besten Lieder… (Best-of)
- 2012: Fischsuppe
- 2014: Geile Welt
- 2016: Come On (Live im Lido)
- 2018: Alles gut, Motherfucker, Edition Tiamat, ISBN 978-3-89320-238-6
- 2022: Kolossale Gegenwart
- 2024: Songs to Go

### Bücher
- 1991: Spurt ins Glück. Verlag Warnke & Maas, Berlin, ISBN 3-910165-02-8.
- 1993: Jubel des Lebens. Verlag Warnke & Maas, Berlin, ISBN 3-929010-17-8.
- 1996: Am Wegesrand. Verlag Karin Kramer, Berlin, ISBN 3-87956-226-1, Neuveröffentlichung 2007 im Heyne-Verlag.
- 1996: Komm in meine Arme. Verlag Antje Kunstmann, München, ISBN 3-88897-205-1.
- 1997: Der Tag als Rosi kam. Verlag Antje Kunstmann, München, ISBN 3-88897-178-0, enthält Spurt ins Glück und Jubel des Lebens.
- 2004: Neues von Gott. Verlag Antje Kunstmann, München, ISBN 3-88897-372-4, Autorenlesung auf CD.
- 2007: Zurück im Paradies. Verlag Antje Kunstmann, München, ISBN 978-3-88897-466-3, Autorenlesung auf CD ISBN 978-3-88897-474-8.
- 2015: An der Grenze zur Realität. Verlag Klaus Bittermann, Berlin, ISBN 978-3-89320-203-4.
- 2018: Die weitreichenden Folgen des Fleischkonsums. Edition Tiamat, ISBN 978-3-89320-235-5.
- 2023: Angst vor Gott. Edition Tiamat, ISBN 978-3-89320-301-7.